# Чехово (Смоленская область)
Чехово — деревня в Тёмкинском районе Смоленской области России. Входит в состав Кикинского сельского поселения. Население — 4 жителя (2007 год). 
Расположена в восточной части области в 19 км к северо-западу от Тёмкина, в 23 км юго-восточнее автодороги М1 «Беларусь», на берегу реки Вороновка. В 1,5 км южнее деревни расположена железнодорожная станция Жижало на линии Вязьма — Калуга. 

## История
Согласно Справочнику «Административное деление Смоленской области» (1981 год) деревня образована в 1930-е годы.
В годы Великой Отечественной войны деревня была оккупирована гитлеровскими войсками в октябре 1941 года, освобождена в марте 1943 года.